# Blanche Baretta

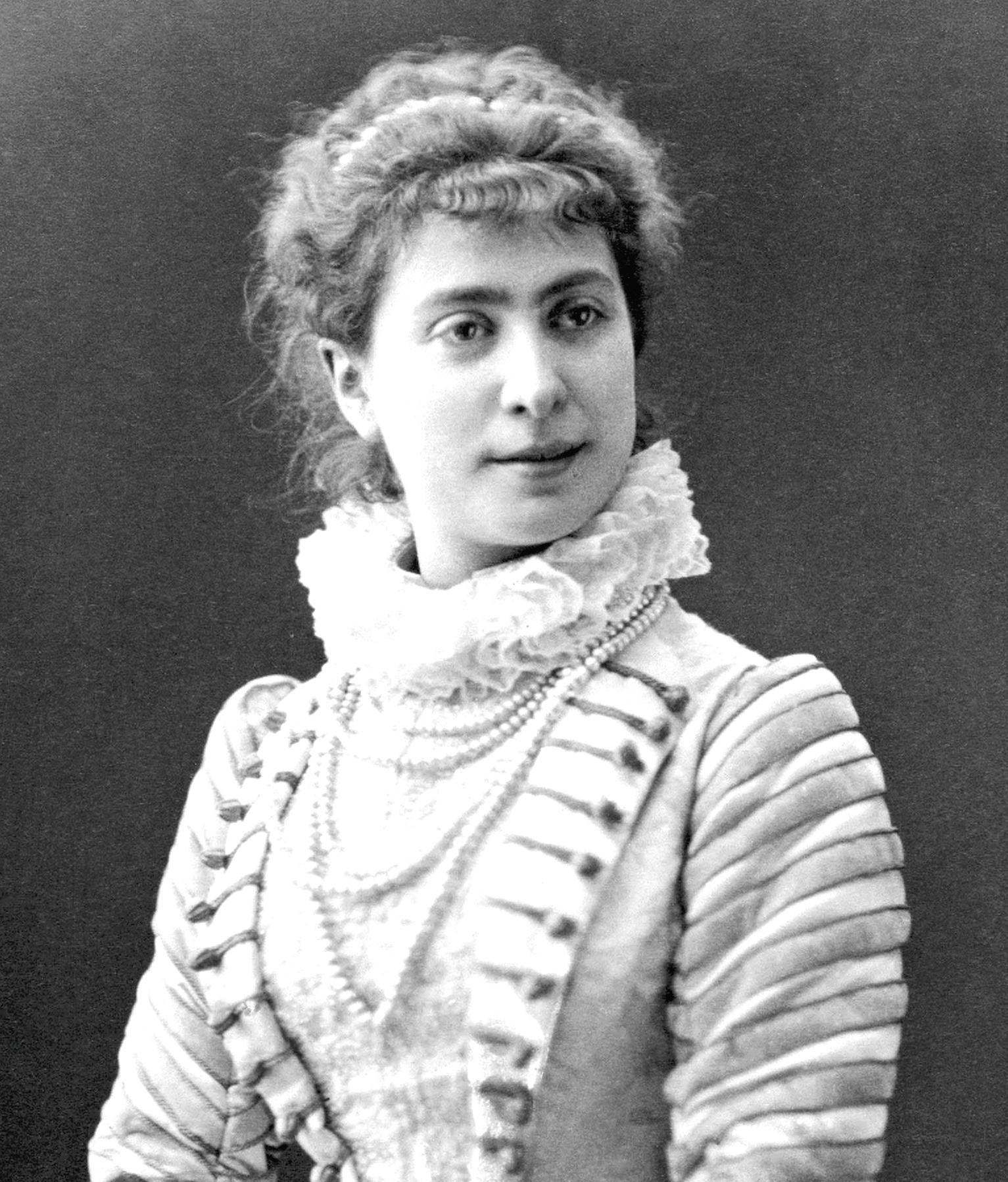

Blanche Rose Marie Hélène Baretta, född 22 april 1856 i Avignon, död 1 januari 1939 i Paris, var en fransk skådespelerska.
Blanche Baretta genomgick Pariskonservatoriet, debuterade 1873 på Odéonteatern i Paris och var 1875–1900 anställd vid Théâtre-Français, från 1876 som societär. Baretta var en ytterst smidig begåvning med en bred repertoar. Bland hennes främsta tolkningar räknas Agnès i Fruntimmersskolan, Antigone och Suzanna i Figaros bröllop. Blanche Baretta var från 1883 gift med skådespelaren Gustave Worms. De blev föräldrar till skådespelaren Jean Worms.